# Terebra babylonia
Terebra babylonia é uma espécie de gastrópode do gênero Terebra, pertencente a família Terebridae.